# Proposition 8

Uitslagen op Proposition 8 per county.

Proposition 8 was een referendum (ballot proposition) en staatsgrondwettelijk amendement in de Amerikaanse deelstaat Californië dat op 4 november 2008 werd aangenomen door de kiezers van die staat. Onder Proposition 8 werd er een regel toegevoegd aan de grondwet van Californië, waarin gesteld wordt dat "alleen een huwelijk tussen een man en een vrouw geldig of erkend is in Californië." Daarmee werd er een eind gemaakt aan het grondwettelijke recht van homoseksuele partners om te huwen, een recht dat zij door de uitspraak van de zaak In re Marriage Cases op 15 mei 2008 voor het Hooggerechtshof van Californië verworven hadden. Proposition 8 had geen invloed op domestic partnerships in Californië en liet ook homohuwelijken uitgevoerd voor 5 november 2008 ongemoeid.
De goedkeuring van het voorstel door 52,24% van de Californische kiezers zorgde voor protestacties en demonstraties in Californië en over het hele land. Er volgden ook verschillende rechtszaken. Rechter Vaughn Walker van de District Court for the Northern District of California maakte Proposition 8 op 4 augustus 2010 ongedaan in de zaak Perry v. Schwarzenegger omdat het niet in overeenstemming was met de voorzieningen op rechtszekerheid en gelijke behandeling in de Amerikaanse grondwet. Walker legde een bevel op tegen het uitvoeren van Proposition 8, maar liet ook het herinvoeren van het homohuwelijk uitstellen om te bepalen wat er moest gebeuren in afwachting van hoger beroep. Op 7 februari 2012 besliste het Hof van Beroep voor het 9e circuit dat het verbod op het homohuwelijk inderdaad ongrondwettelijk was. Desalniettemin behielden de rechters het uitstel op het herinvoeren van het homohuwelijk. Op 5 juni 2012 verwierp het gerechtshof een verzoek om de zaak en banc te herzien. Voorstanders van Proposition 8 dienden daarop bij het federale Hooggerechtshof een verzoek tot certiorari in, een bevelschrift tot revisie van een vonnis, en op 7 december 2012 keurde het hof dat voorstel goed. Op 26 juni 2013 deed het Hooggerechtshof uitspraak in de zaak Hollingsworth v. Perry en oordeelde met vijf stemmen tegen vier dat het verzoek van de indieners geen betrekking had op een werkelijk geschil en verwees de zaak terug naar het Hof van Beroep voor het 9e circuit met instructies het beroep wegens gebrek aan rechtsmacht ongegrond te verklaren.